# 森田思軒
森田 思軒（もりた しけん、1861年8月26日（文久元年7月21日） - 1897年（明治30年）11月14日）は、日本のジャーナリスト・翻訳家・漢文学者。本名は文蔵。別号に埜客（やきゃく）、羊角山人（ようかくさんじん）、白蓮庵主人（びゃくれんあんしゅじん）、紅芍園主人（こうしゃくえんしゅじん）など。

## 略歴
1861年（文久元年）、備中国小田郡笠岡（現・岡山県笠岡市西本町）に岡山県議会議員や窪屋郡長を務めた森田佐平の子として生まれる。1874年（明治7年）、大阪慶應義塾に入塾し、1875年（明治8年）に徳島慶應義塾に移動し、1876年（明治9年）に三田の慶應義塾本校で英文学を学ぶ。1879年（明治12年）には岡山の興譲館で坂田警軒について漢学を修めた。1882年（明治15年）に上京して、矢野龍渓の経営する『郵便報知新聞』に入社し、漢文の頭評と後序を担当する。1885年（明治18年）、清国へ特派され、「訪事日録」「北京紀行」などの紀行文を『報知新聞』に掲載。のち編集長となり敏腕を振い、徳富蘇峰の『国民之友』に、ビクトル・ユゴーを紹介する作品を発表する。
『報知新聞』分裂の際に退社し、1891年（明治24年）に『国会新聞』に入社して1895年（明治28年）の廃刊まで社員となる。この間、同紙のほかに『太陽』や『少年世界』等にも執筆。続いて『萬朝報』に高待遇で迎えられ、黒岩涙香とともに、明治期に「翻訳王」の異名をとるほどに活躍した。森田は多くの翻訳書において、従来の乱訳語調を一新し「周密文体」という独自のスタイルを生み、我が国近代文学史上に大きな足跡を残している。
1897年（明治30年）、腸チフスのため死去。
門下に原抱一庵などがいる。また、1907年（明治40年）に『思軒全集』が刊行される。解説を森鷗外、徳富蘇峰、幸田露伴らが著している。
笠岡市では森田の業績を記念して「森田思軒顕彰会」が作られ、1968年（昭和43年）に生誕百年を記念して、同市に「思軒森田文蔵生誕之地碑」が建立された。笠岡市立図書館には「森田思軒顕彰コーナー」がある。

## 著作

### 単著
- 森田文蔵『頼山陽及其時代』民友社〈十二文豪 第11巻〉、1898年5月。NDLJP:782180。

### 共著
- 松葉卓爾(鶴巣) 編『西俗雑話』森田文蔵 刪潤、矢野文雄 閲、成文堂、1887年10月。NDLJP:767913。
- 森田思軒 著「昔し昔し」、高橋省三 編『少年雅賞（しょうねんがしょう）』学齢館、1893年5月19日。NDLJP:1919756/24。
- ビュールヴェルレーヌ 著「大東号航海日記」、民友社 編『国民小説』 第1巻、森田思軒 訳、民友社、1890-1896。NDLJP:886334。
- チャールズ・ディッケンス 著「伊太利の囚人」、民友社 編『国民小説』 第2巻、森田思軒 訳、民友社、1890-1896。NDLJP:886334。
- 森田思軒 著「羅馬人叢話」、春陽堂 編『青すたれ』春陽堂、1901年1月。NDLJP:885252。

### 翻訳書
- ジュールー・ヴェルーヌ『鉄世界』森田文藏 訳述、集成社、1887年9月。NDLJP:879153。
- アプレイウス『金驢譚（きんろものがたり）　希臘異聞（ぎりしあいぶん）』不語軒主人 訳、文泉堂、1888年7月。NDLJP:896810。
  - アプレイウス『金驢譚（きんろものがたり）　希臘異聞（ぎりしあいぶん）』不語軒主人 訳、日吉堂、1891年10月15日。NDLJP:896811。 - 表紙の書名：『魔術』。
- ユーゴー『探偵ユーベル』森田思軒 訳、民友社、1889年6月19日。NDLJP:896690。
  - ヴヰクトル・ユーゴー『探偵ユーベル及クラウド』森田思軒 訳（増補3版）、民友社、1891年10月。NDLJP:897042。
- ジュルー・ヴェルーヌ『 大叛魁 （だいはんかい）　新小説』森田思軒 訳、和田篤太郎、1890年。NDLJP:987876。
- ジュール・ヴェルーヌ『瞽使者（めくらししゃ）』 上、森田思軒 訳、報知社、1888年。NDLJP:876666。 - 巻頭・表紙には羊角山人訳述、思軒居士刪潤と記載。
  - ジュール・ヴェルーヌ『瞽使者（めくらししゃ）』 前編、森田思軒 訳（5版）、国民書院、1904年10月21日。NDLJP:876668。
- ジュール・ヴェルーヌ『瞽使者（めくらししゃ）』 下、森田文藏 訳、報知社、1891年11月2日。NDLJP:876667/1。 - 巻頭・表紙には羊角山人訳述、思軒居士刪潤と記載。
  - ジュール・ヴェルーヌ『瞽使者（めくらししゃ）』 後編、森田思軒 訳（5版）、国民書院、1904年11月19日。NDLJP:876669/1。
- ユーゴー『懐旧』森田思軒(文蔵) 訳、民友社、1892年12月16日。NDLJP:896730。
- ジュウールス・ヴェルヌ『十五少年』森田文藏 訳、博文館、1896年12月18日。NDLJP:896730。
- ポー『間一髪』森田思軒 訳、博文館〈袖珍小説 第2編〉、1897年1月14日。NDLJP:896784。 - 付：『亜歴山セルカーク』。
- 『無名氏』森田文藏 訳、春陽堂、1898年9月11日。NDLJP:876663。 - 原著：ジュール・ヴェルヌ Family Without a Name.
- ユーゴー『ユーゴー小品』森田思軒 訳、民友社、1898年6月4日。NDLJP:888808。 - 収録：『随見録』・『探偵ユーベル』・『クラウド』、『死刑前の六時間』。

### 選集・全集、再刊など
- 石割松太郎 編『思軒全集』 巻1、森田思軒 訳、石割書店、1907年5月。NDLJP:896910。 - 収録：『随見録』（ユーゴー）、『探偵ユーベル』（ユーゴー）、『クラウド』（ユーゴー）、『懐旧』（ユーゴー）、『死刑前の六時間』（ユーゴー）、『大東号航海日記』（ジュール・ウエルーヌ）、『大叛魁（だいはんかい）』（ジュール・ウエルーヌ）、『破茶碗』（ツエツケ）、『用達会社』（ホウソン）、『千人会』（エツヂウオース）、『間一髪』（ポー）。
- ユーゴー「死刑前の六時間」『明治文学名著全集』 第6巻、森田思軒 訳、東京堂、1926年。NDLJP:1019138。
- ジュウールスヴェルヌ「十五少年」『明治大正文学全集』 第8巻、森田思軒 訳、春陽堂、1927-1932。NDLJP:1884246。
  - 春陽堂 編『明治大正文学全集』 第8巻、春陽堂、1927-1932。NDLJP:1243566。
- ジュウールス・ヴェルヌ『十五少年』森田思軒 訳、岩波書店〈岩波文庫 1781-1782〉、1938年10月1日。ISBN 4-00-325691-3。NDLJP:1238243。
- 福田清人 編「十五少年」『明治少年文学集』森田思軒 訳、筑摩書房〈明治文学全集 第95巻〉、1970年。
- 稲垣達郎 編「森田思軒篇 文章世界の陳言ほか29篇」『根岸派文学集』筑摩書房〈明治文学全集 第26巻〉、1981年4月。
- 長山靖生 編『森田思軒・村井弦斎集』尾崎秀樹ほか監修、三一書房〈少年小説大系 第13巻〉、1996年2月。ISBN 4-380-96547-3。 - 収録：『大東号航海日記』・『探偵ユーベル』・『クラウド』・『大叛魁（だいはんかい）』・『十五少年』・『間一髪』。
- 川戸道昭、榊原貴教 編『明治翻訳文学全集』 6巻、大空社〈新聞雑誌編 6（ディケンズ集）〉、1996年6月。ISBN 4-7568-0270-2。 - 収録：『伊太利の囚人』森田思軒 訳（『国民之友』明治22年5月～6月）、『牢帰り』森田思軒 訳（『家庭雑誌』明治29年8月）。
- 川戸道昭、榊原貴教 編『明治翻訳文学全集』大空社〈新聞雑誌編 19（ポー集）〉、1996年6月。ISBN 4-7568-0270-2。 - 収録：『秘密書類』森田思軒 訳（『名家談叢』明治29年1月）、『間一髪』森田思軒 訳（『太陽』明治29年2月）。
- 川戸道昭、榊原貴教 編『明治翻訳文学全集』大空社〈新聞雑誌編 24（ユゴー集 1）〉、1996年10月。ISBN 4-7568-0310-5。 - 収録：『随見録』森田思軒 訳（『国民之友』明治21年5月～10月）、『探偵ユーベル』森田思軒 訳（『国民之友』明治22年1月～3月）、『クラウド』森田思軒 訳（『国民之友』明治23年1月～2月）、『懐旧』森田思軒 訳(『国民之友』明治25年1月～10月）。
- 川戸道昭、榊原貴教 編『明治翻訳文学全集』大空社〈新聞雑誌編 27（ヴェルヌ集 1）〉、1996年6月。ISBN 4-7568-0270-2。 - 収録：『仏、曼二学士の譚』・『天外異譚』・『煙波の裏』・『盲目使者』森田思軒 訳（『郵便報知新聞』明治20年3月～12月）、『大東号航海日記』森田思軒 訳（『国民之友』明治21年1月～4月）。
- 川戸道昭、榊原貴教 編『明治翻訳文学全集』大空社〈新聞雑誌編 17（アーヴィング集）〉、1997年10月。ISBN 4-7568-0312-1。 - 収録：『旅館の夕』・『幽霊新郎』・『肥大紳士』。
- 川戸道昭、榊原貴教 編『明治翻訳文学全集』大空社〈新聞雑誌編 18（ホーソーン集）〉、1997年4月。ISBN 4-7568-0311-3。 - 収録：『昼寝』・『観物師の函』・『用達会社』。
- 川戸道昭、榊原貴教 編『明治翻訳文学全集』大空社〈新聞雑誌編 28（ヴェルヌ集 2）〉、1997年10月。ISBN 4-7568-0312-1。 - 収録：『炭坑秘事』・『余が少時』・『入雲異譚』・『冒険奇譚十五少年』。
- 川戸道昭、榊原貴教 編『明治翻訳文学全集』大空社〈新聞雑誌編 25（ユゴー集 2）〉、1998年5月。ISBN 4-7568-0313-X。 - 収録：『死刑前の六時間』森田思軒 訳（『国民之友』明治29年）。
- 川戸道昭、榊原貴教 編『明治翻訳文学全集』大空社〈新聞雑誌編 9（コリンズ集）〉、1998年11月。ISBN 4-7568-0314-8。 - 収録：『月珠』。
- 川戸道昭、榊原貴教 編『明治翻訳文学全集』大空社〈新聞雑誌編 13（十八世紀イギリス文学集）〉、2000年4月。ISBN 4-7568-0317-2。 - 収録：『亜歴セルカーク』。
- 川戸道昭、榊原貴教 編『明治の翻訳ミステリー』（復刻版）五月書房〈明治文学復刻叢書 翻訳編 第2巻（ミステリー小説の成立）〉、2001年7月。ISBN 4-7727-0352-7。 - 収録：『秘密書類』（E.A.ポー）。
- ジュール・ベルヌ 著、赤木かん子 編『十五少年漂流記（抄）』森田思軒 訳、ポプラ社〈ポプラ・ブック・ボックス 王冠の巻 5〉、2008年4月。ISBN 978-4-591-10210-7。
- 中野, 三敏、十川, 信介、延広, 真治 ほか 編『海外見聞集』岩波書店〈新日本古典文学大系 明治編 5〉、2009年6月26日。ISBN 978-4-00-240205-5。 - 収録：『訪事日録』（抄）。
- 坪内祐三 編『明治二十九年の大津波　復刻『文藝倶樂部』臨時増刊「海嘯義捐小説」号』毎日新聞社、2011年10月。ISBN 978-4-620-32079-3。 - 収録：『渉筆一則』。
- 川戸, 道昭、中林, 良雄、榊原, 貴教 編『続 明治翻訳文学全集』大空社〈翻訳家編 5（森田思軒集 1）〉、2002年1月。ISBN 4-283-00199-6。 - 収録：『印度太子舎摩の物語』ほか。
- 川戸, 道昭、中林, 良雄、榊原, 貴教 編『続 明治翻訳文学全集』大空社〈翻訳家編 6（森田思軒集 2）〉、2003年7月。ISBN 4-283-00202-X。 - 収録：『金驢譚（きんろものがたり）』（アプレイアス）・『大氷塊』（ヴェルヌ）・『探征隊』（ヴェルヌ）。

### 校閲
- 村井寛 編『内外百事便鑑（ないがいひゃくじべんかん）』森田思軒 閲、報知社、1891年3月。NDLJP:898026。